# Liste der als Manga bezeichneten Comic-Veröffentlichungen
Diese Liste umfasst Comics, die trotz nicht japanischen Ursprungs von ihren Verlagen als Manga bezeichnet werden. Diese Liste ist eine unvollständige Auswahl dieser Serien und Einzelbände. Einträge in dieser Liste sollen den Aufnahmekriterien für Comics genügen. Englischsprachige Werke werden als OEL Manga bezeichnet und sind in der Liste im Artikel OEL Manga zu finden.
Legende:
D – Manga von deutschen Mangaka
C – Manhua aus China

## Auflistung
- D Blood Rushing Night
- D Bloody Circus
- D Böse Mädchen
- C Burning Moon
- C Bye Bye Baby!
- D Catwalk
- D Crewman 3
- D Dystopia
- C The Flower Ring
- D Gothic Sports
- D K-A-E
- D Losing Neverland
- D Manga Fieber
- D Mon-Star Attack
- D Naglayas Herz
- D Prussian Blue
- D Rabu Rabu Butabara
- K Ragnarök
- D Shounen Me-Gane
- D Tammy und Akaru
- C White Night Melody
- D Without Identity
- D Yonen Buzz
- D Y square